# Asterion
Asterion (Oudgrieks: Ἀστερίων) of Asterius (Oudgrieks: Ἀστέριος, Asterios) was in de Griekse mythologie koning van Kreta en gehuwd met Europa. Zijn vrouw werd verleid door Zeus en baarde ook diens kinderen, Minos en Rhadamanthys en Sarpedon. Asterion voedde de jongens op als zijn eigen zonen en liet bij zijn dood zijn troon aan Minos na. Deze verbande prompt zijn broers.
Sommigen menen dat Asterion de minotaurus zou zijn. Er is een kort verhaal over geschreven door Jorge Luis Borges ("Het huis van Asterion").